# Henryk Grencel
Henryk Franciszek Grencel (ur. 7 września 1932 w Śmieszkowie, zm. 23 marca 2014 w Czarnkowie) – polski rolnik i polityk, poseł na Sejm PRL VIII i IX kadencji.

## Życiorys
Syn Jana i Marii. Uzyskał wykształcenie średnie zawodowe. Od 1949 do 1952 był pracownikiem młodzieżowego Hufca Pracy „Służba Polsce” w Szczecinie, potem w Nowej Hucie, a od 1954 pracował we własnym gospodarstwie rolnym. W 1965 wstąpił do Zjednoczonego Stronnictwa Ludowego, gdzie pełnił funkcje na różnych szczeblach (był m.in. wiceprezesem Wojewódzkiego Komitetu w Pile). Zasiadał w Wojewódzkiej Radzie Narodowej w Pile. W 1981 uzyskał mandat posła na Sejm PRL VIII kadencji w okręgu Piła. Zasiadał w Komisji Budownictwa i Przemysłu Materiałów Budowlanych, Komisji Gospodarki Morskiej i Żeglugi oraz w Komisji Współpracy Gospodarczej z Zagranicą i Gospodarki Morskiej. W 1985 uzyskał reelekcję. W Sejmie IX kadencji zasiadał w Komisji Budownictwa, Gospodarki Przestrzennej, Komunalnej i Mieszkaniowej.
Pochowany na cmentarzu komunalnym w Czarnkowie.

## Odznaczenia
- Krzyż Kawalerski Orderu Odrodzenia Polski (1985)
- Złoty Krzyż Zasługi
- Srebrny Krzyż Zasługi